# Cina din Emmaus
Cina din Emmaus este un tablou pictat în 1601 de Caravaggio, aflat la National Gallery, Londra.

## Descriere
„Cina din Emmaus” care îl înfățișează pe Cristos alături de discipolii săi, zugrăvește un episod biblic. La fel ca în cele mai multe opere ale lui Caravaggio, lumina vine din stânga, dar în plus radiază și chipul lui Iisus. În opoziție cu tradiția iconografică, Iisus este înfățișat fără barbă, conform cuvintelor Evanghelistului Marcu, potrivit cărora Mântuitorul s-a arătat după învierea din morți „în alt chip”.